# العلاقات اليمنية الماليزية
العلاقات اليمنية الماليزية هي العلاقات الثنائية التي تجمع بين اليمن وماليزيا.

## مقارنة بين البلدين
هذه مقارنة عامة ومرجعية للدولتين:
| وجه المقارنة                                              | اليمن         | ماليزيا       |
| --------------------------------------------------------- | ------------- | ------------- |
| المساحة (كم2)                                             | 555.00 ألف    | 330.29 ألف    |
| عدد السكان (نسمة)                                         | 28.25 مليون   | 31.62 مليون   |
| الكثافة السكانية (ن./كم²)                                 | 50.9          | 95.73         |
| العاصمة                                                   | صنعاء، عدن    | كوالالمبور    |
| اللغة الرسمية                                             | اللغة العربية | لغة ماليزية   |
| العملة                                                    | ريال يمني     | رينغيت ماليزي |
| الناتج المحلي الإجمالي (بليون دولار)                      | 18.21 مليار   | 314.50 مليار  |
| الناتج المحلي الإجمالي (تعادل القوة الشرائية) بليون دولار | 75.69 مليار   | 817.43 مليار  |
| الناتج المحلي الإجمالي الاسمي للفرد دولار أمريكي          | 1.41 ألف      | 9.77 ألف      |
| الناتج المحلي الإجمالي للفرد دولار أمريكي                 |               | 25.64 ألف     |
| مؤشر التنمية البشرية                                      | 0.498         | 0.779         |
| رمز المكالمات الدولي                                      | +967          | +60           |
| رمز الإنترنت                                              | يمن           | .my           |
| المنطقة الزمنية                                           | ت ع م+03:00   | ت ع م+08:00   |

## منظمات دولية مشتركة
يشترك البلدان في عضوية مجموعة من المنظمات الدولية، منها:
| علم المنظمة | اسم المنظمة                               | تاريخ انضمام اليمن | تاريخ انضمام ماليزيا |
| ----------- | ----------------------------------------- | ------------------ | -------------------- |
|             | يونسكو                                    | 2 أبريل 1962       | 16 يونيو 1958        |
|             | مؤسسة التمويل الدولية                     | 22 مايو 1970       | 20 مارس 1958         |
|             | المركز الدولي لتسوية المنازعات الاستشارية | 20 نوفمبر 2004     | 14 أكتوبر 1966       |
|             | منظمة التعاون الإسلامي                    | ?                  | ?                    |
|             | منظمة حظر الأسلحة الكيميائية              | ?                  | ?                    |
|             | مؤسسة التنمية الدولية                     | 22 مايو 1970       | 24 سبتمبر 1960       |
|             | وكالة ضمان الاستثمار متعدد الأطراف        | 12 مارس 1996       | 6 ديسمبر 1991        |
|             | الاتحاد البريدي العالمي                   | ?                  | ?                    |
|             | الاتحاد الدولي للاتصالات                  | 1931               | 3 فبراير 1958        |
|             | منظمة الشرطة الجنائية الدولية             | ?                  | ?                    |
|             | الأمم المتحدة                             | 30 سبتمبر 1947     | 17 سبتمبر 1957       |
|             | البنك الدولي للإنشاء والتعمير             | 3 أكتوبر 1969      | 7 مارس 1958          |

## أعلام
هذه قائمة لبعض الشخصيات التي تربطها علاقات بالبلدين:
- سيد محمد نقيب العطاس (كاتب ماليزي، 5 سبتمبر 1931[20] – )
- عبد الله بن عبد القادر (كاتب ومترجم ماليزي، 1796[21][22][23] – 1854[21][22][23])

## وصلات خارجية
- موقع وزارة الخارجية الماليزية